# باليكتشي
باليكتشي (بالقيرغيزية: Балыкчы)‏ هي بلدة في الطرف الغربي لبحيرة إيسيك كول في قيرغيزستان ، وتقع على ارتفاع حوالي (1900 ) متر عن سطح البحر. تبلغ مساحتهاحوالي (38) كيلومتر مربع، بلغ عدد سكانها المقيمين حوالي (42,875)عام 2009. تعتبر مركزا رئيسيا للصناعة والنقل (معالجة الصوف والمحاصيل الزراعية، الشحن من خلال بحيرة إيسيك كول ، محطة سكك حديدية ومفترق طرق) خلال الحقبة السوفيتية، فقدت هذه البلدة معظم قاعدتها الاقتصادية بعد انهيار الاتحاد السوفيتي وإغلاق جميع منشآته الصناعية تقريبًا.
يمر الطريق الرئيسي من بيشكيك ، عاصمة قيرغيزستان، متجها إلى الصين، وهي جزء من طريق الحرير القديم، عبر باليكشي قبل أن يبدأ طريقه الطويل والشاق عبر سلسلة جبال الألب في مقاطعة نارين وسط قرغيزستان ومن ثم إلى الحدود الصينية (معبر توروغارت). وتجري حاليا مناقشة خطط لإنشاء سكك حديدية من الحدود الصينية إلى باليكشي، حيث ينتهي الخط الحديدي القادم من بيشكيك. ويمتد طريقان آخران في الجانبين الشمالي والجنوبي من إيسيك كول إلى كاراكول ثم يلتفان حول الطرف الشرقي من كونغي الاتاو في أقصى الجنوب الشرقي من كازاخستان.

## التاريخ
يعود تاريخ تأسيس يالكتشي إلى محطة البريد والمزرعة التي أنشأتها م.أ.باشين، وهو جندي متقاعد يتبع لحامية نارين في منطقة كيزل توكوي في عام 1884. في نهاية القرن التاسع عشر وبداية القرن العشرين عُرفت المستوطنة باسم كيتمالدي (تيمنا باسم نهر قريب منها)، ومن ثم نوفودميترييفكا (تيمنا باسم عائلة مزرعة خيول محلية واسمه ي.س.ديمترييف)، وباتشينو (بعد م. ط. بتشين). كانت قد سُمّيت أيضا باسم ريباتشي (اسم مكان الصيد باللغة الروسية) بين عامي 1909-1993. في أوائل تسعينيات القرن العشرين، وبعد انهيار الاتحاد السوفيتي ، عُرفت المدينة باسم إسيك كول، وهو نفس اسم البحيرة المجاورة لها. وبعد فترة وجيزة من الاستقلال عن الاتحاد السوفييتي، تم تغيير اسمها إلى "باليكشي"، والذي يعني صياد السمك في اللغة القيرغيزية (وأيضا في شقيقتها اللغة التركية).

## التركيبة السكانية
تعد باليكشي ثامن أكبر مدينة في قيرغيزستان وبلغ عدد سكانها المقيمين وفقًا لتعداد السكان والمساكن لعام 2009 حوالي (42,380) نسمة.

## النقل
فيها مطار صغير وقديم وهو خارج عن الخدمة حاليا. وتمثل محطة السكك الحديدية فيها نهاية الخط القادم من العاصمة بيشكيك، مؤخرا وتحديدا في عام 2018 بدأ تسيير رحلات مباشرة من وإلى طشقند، بما في ذلك خدمات السكك الحديدية القائمة منذ فترة طويلة إلى كازاخستان. في شهر آذار لعام 2018 ، بدأت السكك الحديدية الأوزبكية خدمة جديدة، تربط طشقند بمدينة باليكتشي.

## الثقافة الشعبية
- في لعبة الفيديو لعام 2003 'كوماند أند كنكر: جينرالز، توجب على القوات الصينية طرد القوات الإرهابية المتحصنة داخل باليكشي، باستخدام الأسلحة الصينية وقاذفات القوات الجوية الأمريكية في بعض الأحيان.[بحاجة لمصدر]

## روابط خارجية
- Article about visiting Balykchy